# مونتگومری (کنتاکی)
مونتگومری (به انگلیسی: Montgomery) یک منطقهٔ مسکونی در ایالات متحده آمریکا است که در کنتاکی واقع شده‌است. مونتگومری ۱۶۳٫۹۸ متر بالاتر از سطح دریا واقع شده‌است.